# Lampides saunda
Lampides saunda är en fjärilsart som beskrevs av Hans Fruhstorfer 1916. Lampides saunda ingår i släktet Lampides och familjen juvelvingar. Inga underarter finns listade i Catalogue of Life.